# Кейлани Лей
Кейлани Лей (на английски: Kaylani Lei) е артистичен псевдоним на американската порнографска актриса от филипински произход Сюзън Ашли Сполдинг (Susan Ashley Spalding), родена на 5 август 1980 г. в Сингапур.

## Ранен живот
Преди да се насочи към порното участва една година в шоу състезания с коне в Ирландия, след което се изявява като екзотична танцьорка в Лас Вегас.

## Кариера
Кейлани Лей дебютира като актриса в порнографската индустрия през 2002 г., когато е на 22 години. Още в следващата година тя подписва ексклузивен договор с порнографско филмово студио Уикед Пикчърс. Работи най-често с режисьора Майкъл Рейвън, който се превръща в неин настойник в първите ѝ години в индустрията за възрастни. Тя стига до договора с Уикед след като прави впечатление с изпълненията си във филм именно на режисьора Рейвън – Angel X, както и в режисирания от Джонатан Морган Wicked Auditions 2. В края на 2003 г. Кейлани утвърждава своето име с представянето си в първата си продукция като момиче на Уикед – еротичната полицейска драма Blue Rain, режисиран отново от Майкъл Рейвън, като филмът получава широко медийно отразяване, включително в издания на AVN и на MTV. През 2004 г. участва в друга популярна продукция на Уикед Пикчърс – Eye of the Beholder. Популярността на Кейлани ѝ носи покани за участия в телевизията на Плейбой и радио шоуто на Хауърд Стърн, място като водещ на шоуто Много възбудена с Кейлани Лей по радио KSEX, а също така и участие в сериите The Erotic Traveler по телевизия Синемакс.
В периода 2005 – 2006 година Кейлани Лей има интимна връзка с новозеландския ръгбист Байрън Келъхър и спира да се снима в порнографски филми, като живее заедно с Келъхър в Нова Зеландия. След края на връзката им през юни 2006 г. тя се завръща в САЩ и продължава кариерата си в порнографската индустрия.
След завръщането си на сцената Кейлани продължава да се снима в продукции на Уикед, като участва във филма на Брад Армстронг Curse Eternal, който ѝ носи през 2007 г. номинация за AVN награда за най-добра актриса поддържаща актриса. В следващите години тя участва в редица високобюджетни продукции като Accidental Hooker, Bad Girls, Next, Operation: Desert Stormy, The Oracle, Never Say Never, Writer’s Bullpen, Operation: Tropical Stormy, Fornic-Asian, House of Wicked, 2040, Horizon, Life Of Riley, XXX Avengers, Countdown, Men In Black: A Hardcore Parody и други, като изпълненията ѝ в тях ѝ носят наградите на NightMoves за най-добра изпълнителка на годината (2008 г.), на XRCO за най-добро завръщане (2008 г.) и на Adam Film World също за най-добро завръщане (2008 г.), както и редица номинации за AVN награди за най-добра актриса и за отделни секс сцени.
През 2008 г. Кейлани Лей е водеща заедно с Рон Джереми на 16-ите годишни порнографски награди NightMoves в Тампа, САЩ.
През март 2010 г. родената в Сингапур порноактриса заедно с други свои колеги участва във видеоклип на организацията Free Speech Coalition против интернет пиратството на порнографски произведения.
Кейлани, заедно с Джесика Дрейк и Алектра Блу, играе главна роля във филма „Хоризон“ (2011 г.) на режисьора Сам Хейн. Прожекция на филма се състои в Калифорнийския университет в Санта Барбара, организирана от преподавателката проф. д-р Констанс Пенли, а и Кейлани, Алектра и Джесика се срещат със студентите и отговарят на техни въпроси.
Участва заедно с Джесика Дрейк и Микайла Мендес в комедийния филм „Толкова по-добре“.
Кейлани Лей участва във видеоклиповете на песните Groupie Love на американския рапър Фифти Сент и Mein Land на немската група Рамщайн.
Поставена е на 24-то място в класацията на списание „Комплекс“ – „Топ 50 на най-горещите азиатски порнозвезди за всички времена“, публикувана през септември 2011 г.
През октомври 2012 г. Лей се включва в отбора на Уикед Пикчърс за набирането на финансови средства за борба с ХИВ вируса и синдрома на придобитата имунна недостатъчност и участва в благотворителното шествие в Лос Анджелис заедно с порноактьорите Джесика Дрейк, Сторми Даниълс, Кортни Кейн, Бранди Анистън, Алектра Блу, Кени Стайлс, Брад Армстронг и други. По време на шествието всички в отбора на Уикед изразяват своето недоволство срещу задължителната употреба на кондоми при снимането на порнографски филми, като носят тениски с протестен надпис. През 2013 г. Кейлани отново е включена в отбора на Уикед за благотворителното шествие в Лос Анджелис, предвидено за 13 октомври.

## Награди и номинации
Зали на славата
- 2015: AVN зала на славата.[10]

Носителка на индивидуални награди
- 2008: NightMoves награда за най-добра жена изпълнител.[26]
- 2008: XRCO награда за най-добро завръщане.[27][28]
- 2008: Adam Film World награда за най-добро завръщане в порното.[8][29]

Носителка на награди за изпълнение на сцени
- 2010: AVN награда за най-добра групова секс сцена – съносителка заедно с Алектра Блу, Кейла Карера, Джесика Дрейк, Джейдън Джеймс, Тори Лейн, Микайла Мендес, Брад Армстронг, Мик Блу, Ти Джей Къмингс, Маркъс Лондон, Роко Рийд и Ранди Спиърс за изпълнението им на сцена във филма 2040.[27][30]

Номинации за индивидуални награди
- 2004: Номинация за AVN награда за най-добра нова звезда.[27][31]
- 2004: Номинация за AVN награда за най-добра актриса (видео).[31]
- 2005: Номинация за AVN награда за най-добро закачливо изпълнение.[27]
- 2005: Номинация за AVN награда за най-добра актриса (видео) – за изпълнението на ролята ѝ във филма „Фабрика“.[27][32]
- 2005: Номинация за CAVR награда за звездица на годината.[33]
- 2007: Номинация за AVN награда за най-добра актриса поддържаща актриса (видео).[27]
- 2008: Номинация за AVN награда за най-добра актриса (видео) – „Канделабра“.[27][34]
- 2009: Номинация за AVN награда за най-добра актриса – за изпълнението на ролята ѝ във филма „Уикед“.[27][35]
- 2009: Номинация за XRCO награда за актриса – единично изпълнение.[36]
- 2009: Номинация за F.A.M.E. награда за най-недооценена звезда.[37]
- 2010: Номинация за XFANZ награда за азиатска звезда на годината.[38]
- 2013: Номинация за AVN награда за най-добра актриса – „Сграбчване“.[39][40]

Номинации за награди за изпълнение на сцени
- 2005: Номинация за AVN награда за най-добра орална секс сцена (видео).[27]
- 2007: Номинация за AVN награда за най-добра тройна секс сцена (видео).[27]
- 2009: Номинация за AVN награда за най-добра групова секс сцена – заедно с Микайла Мендес, София Санти, Евън Стоун и Бари Скот за изпълнение на сцена във филма „Уикед“.[35]
- 2010: Номинация за AVN награда за най-добра групова секс сцена само с момичета.[27]
- 2010: Номинация за AVN награда за най-добра тройна секс сцена само с момичета.[27]
- 2011: Номинация за AVN награда за най-добра групова секс сцена.[27]
- 2012: Номинация за AVN награда за най-добра групова секс сцена.[27]
- 2012: Номинация за AVN награда за най-добра групова секс сцена само с момичета – заедно с Алектра Блу и Бранди Анистън за изпълнение на сцена във филма „Секси“.[27][41]
- 2012: Номинация за Urban X награда за най-добра анална секс сцена само с момичета.[42]
- 2013: Номинация за AVN награда за най-добра групова секс сцена само с момичета – заедно с Аса Акира, Кацуни, Мия Лилейни и Мико Лий за изпълнение на сцена във филма „Азиатски анални убийци“.[39]

Други
- 60-о място в класацията на списание „Комплекс“ – „Топ 100 на най-горещите порнозвезди (точно сега)“, публикувана през месец юли 2011 г.[9]
- 24-то място в класацията на списание „Комплекс“ – „Топ 50 на най-горещите азиатски порнозвезди за всички времена“, публикувана през месец септември 2011 г.[43]